# Communicating Sequential Processes
Communicating Sequential Processes (CSP) – formalny język służący do opisywania wzorców interakcji w równoległych systemach obliczeniowych. CSP został po raz pierwszy opisany przez C.A.R. Hoare jednakże od czasu pierwszej publikacji został bardzo rozbudowany. CSP znajduje praktyczne zastosowanie jako narzędzie do określania i weryfikowania różnych aspektów funkcjonowania systemów równoległych. CSP jest cały czas przedmiotem aktywnych badań, w tym także pracy mającej na celu zwiększenie zakresu praktycznego zastosowania CSP (np. zwiększenie ilości systemów, które mogą być za jego pomocą analizowane).